# Hotel Angielski

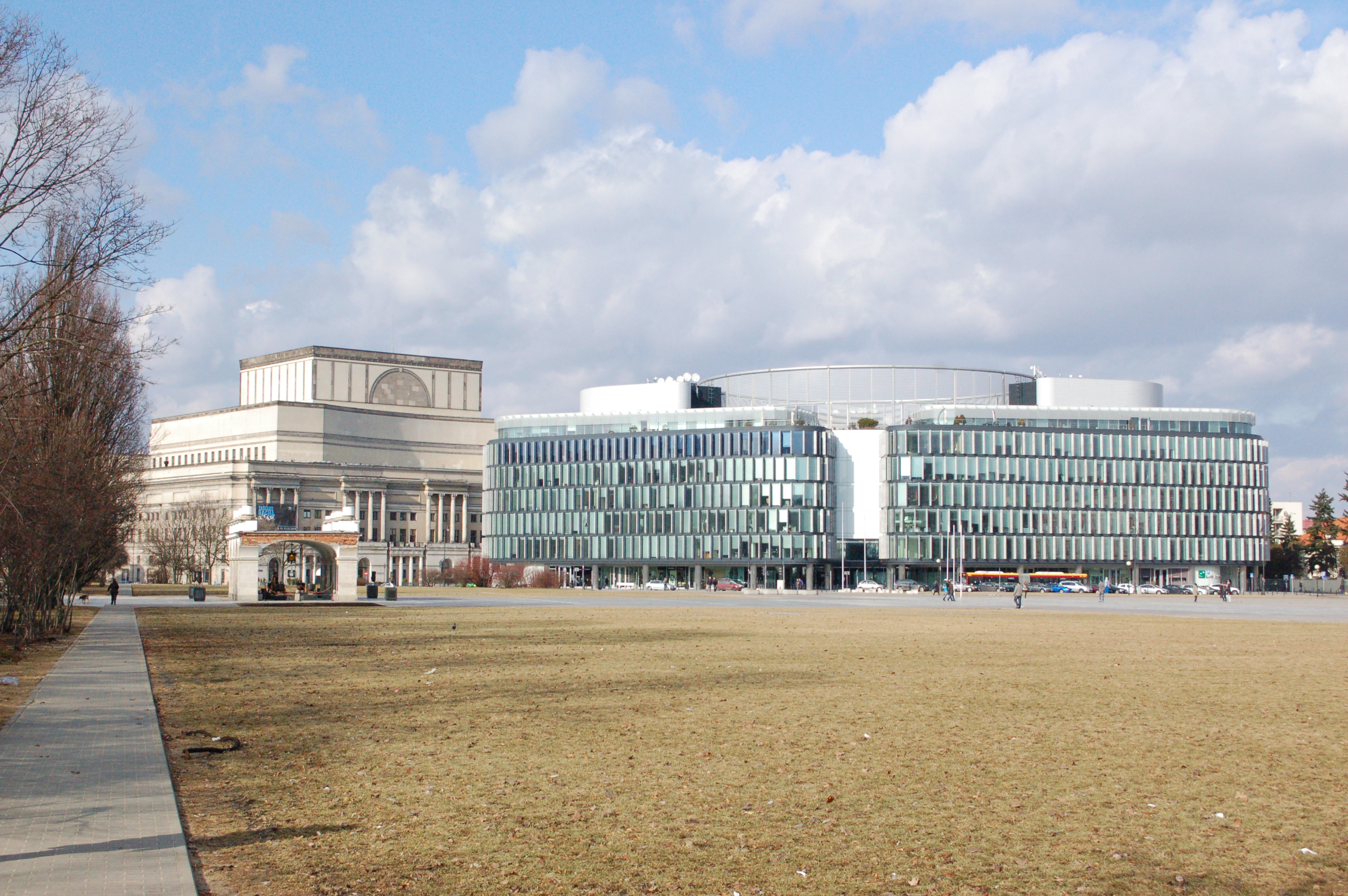
Das im Jahr 2003 errichtete „Metropolitan“-Bürogebäude steht heute an der Stelle, an der sich bis 1939 das „Hotel Angielski“ befand

Das Hotel Angielski (deutsch: Englisches Hotel, auch Englischer Hof genannt) gehörte zu den wichtigsten Hotels in Warschau. Ursprünglich ein Palast aus dem 17. Jahrhundert, war es nach Umbauten im 19. Jahrhundert bis zur Errichtung des Hotels Europejski (in unmittelbarer Nachbarschaft) das eleganteste Hotel der Stadt. Im Jahr 1939 wurde es abgerissen und nicht wieder aufgebaut.

## Lage und Baugeschichte
Das Hotel hatte die Innenstadt-Adresse Ulica Wierzbowa 6 und befand sich an der Ecke der Wierzbowa zur Ulica Trębacka. Es lag zum damaligen Sächsischen Platz und grenzte den nach Norden ab. In den 1660er Jahren war das Gebäude als Palast des Posener Bischofs Stefan Wierzbowski gebaut worden. Bis 1655 hatte auf dem Grundstück eine hölzerne Kirche mit angeschlossenem Klostergebäude der Karmeliter gestanden; beides war während des Schwedeneinfalls abgebrannt. Nach Wierzbowski waren Michał Radziwiłł (seit 1673), die Familien Dönhoff, Słuszkowa und Sanguszkowa und Heinrich von Brühl (seit 1750) Besitzer des Palastes. Unter Brühl erfolgte eine Umgestaltung der Gebäudefassade im Rokoko-Stil. Im Jahr 1758 wurde Eustachy Potocki der nächste Besitzer. Ihm folgte sein Sohn Ignacy. 1783 verkaufte der den Palast an den Bauunternehmer Józef Kwieciński.

## Hotelgeschichte
Der Bankier Just Schultz erwarb das Gebäude und 1797 fand eine erste Umgestaltung zu einem Hotel statt; es eröffnete zunächst unter dem Namen „Hôtel d'Prusse“ (deutsch: Hotel Preussen). Zu dem Zeitpunkt war der Süsswarenfabrikant Ludwik Nesti der Besitzer. Nach dem Verkauf des Hotels für 139.000 Złoty an den Gastronom Tomasz Gąsiorowski im Jahr 1803 wurde der Name des Hotels geändert, in der Anfangszeit lautete er im damals frankophilen Warschau „Hôtel d’Angleterre“. Ebenfalls im Jahr 1803 hatte ein größerer Umbau stattgefunden. Das Gebäude wurde etwa ab den 1820er Jahren als „Hotel Angielski“ bezeichnet. Unter Gąsiorowski wurde das Restaurant des Hotels landesweit bekannt.
Am 10. oder 12. Dezember 1812 verbrachte Napoleon Bonaparte eine Nacht in dem Hotel. Er war auf dem Rückzug vom verlorenen Feldzug in Russland, und um die Nachricht der Niederlage zu verzögern, hatte er sich unter dem Namen des Prinzen Caillaincourt angemeldet.
Am 3. Juni 1830 lud die Gesellschaft der Freunde der Wissenschaften den gerade in Warschau weilenden Gelehrten Alexander von Humboldt zu einem großen Mittagessen in das Angielski ein. Humboldt verspätete sich um mehrere Stunden, was einem Streich des in Warschau regierenden russischen Großfürsten Konstantin zugesprochen wurde, der so die Mitglieder der von ihm wenig geschätzte Gesellschaft ärgern wollte.
Ein weiterer Umbau fand in den Jahren 1839 bis 1841 statt. Seit 1860 waren nacheinander Leon und Samuel Löwenberg, die Familie Wawelberg, Stanisław Rotwand, Józef Jordan, die Familie Wysakowscy sowie Jan Pobratyn Eigentümer des Objektes. 1912 wurde erneut renoviert. Ein deutscher Reiseführer von 1916 führt den „Englischen Hof“ mit Zimmerpreisen ab 3 Mark an. In einer polnischen Anzeige von 1937 werden die Hotelzimmer als mit fließend warmen und kalten Wasser ausgestattet angeboten, außerdem wird die Ausstattung der Zimmer mit Zentralheizung, Telefon und Badezimmer benannt. Zimmerpreise ab 5,50 Złoty und Frühstück, Mittagessen und Abendessen werden angeboten.
Das Gebäude wurde 1939 während der Schlacht um Warschau beschädigt und während der deutschen Besatzungszeit abgerissen. Das Grundstück am heutigen Piłsudski-Platz wurde nach dem Krieg nicht mehr bebaut, hier befanden sich Parkplätze. Im Jahr 2003 wurde an dieser Stelle ein modernes Bürogebäude – das Metropolitan – nach einem Entwurf von Norman Foster errichtet.
Neben Napoleon waren unter vielen anderen bedeutenden Persönlichkeiten auch Alojzy Feliński, Aleksander Fredro, Józef Poniatowski, Michal Wolicki, Hamilkar von Rawicz-Kosiński und Jan Śniadecki Gäste des Hotels.
Auf einem Holzstich in einer Zeitschrift aus dem Jahr 1847 ist das Hotel als elegantes, dreigeschossigen Kerngebäude mit einem Mittelrisaliten und zwei seitlichen, zweigeschossigen Nebengebäuden (die je in ausgeprägten Seitenrisaliten enden) dargestellt.